# 万延元年のフットボール
『万延元年のフットボール』（まんえんがんねんのフットボール）は、大江健三郎の長編小説。『群像』1967年1月号から7月号にかけて連載され、同年9月に講談社から刊行された。現在は講談社文芸文庫から刊行されている。第3回谷崎潤一郎賞受賞作品。
- 1974年、”The Silent Cry”のタイトルで英訳が[1]、1985年、ガリマール出版社より”Le Jeu du siècle”のタイトルで仏訳が[2]刊行されている。
- 1994年に大江がノーベル文学賞を受賞した際に、受賞理由において代表作として挙げられている[3]。
- 万延元年（1860年）は、幕府を揺るがすテロ「桜田門外の変」が発生して、安政から万延に改元され、勝海舟らが渡米した大きな転換点である[3]。大江は本作を「日本の近代化の始まる直前、封建幕府がはじめてアメリカに使節の乗る船を送った年、一八六〇年と、それから百年後の一九六〇年というふたつの象徴的な年号に関わる物語」であると説明している[3]。
- ATGにより監督：吉田喜重、脚本：別役実で映画化が企画されたが実現しなかった[4]。

## あらすじ
英語の専任講師の根所蜜三郎と妻、菜採子の間に生まれた子供には頭蓋に重篤な障害があり養育施設に預けられている。蜜三郎のたった一人の親しかった友人は異常な姿で縊死した。蜜三郎と菜採子の関係は冷めきり、菜採子はウイスキーに溺れている。
蜜三郎の弟鷹四は1960年の安保闘争の学生運動に参加していたが転向し渡米、放浪して帰国する。アメリカで故郷の倉屋敷を買い取りたいというスーパーマーケット経営者の朝鮮人（スーパー・マーケットの天皇）に出会い、その取引を先に進めるためである。蜜三郎夫婦は、鷹四に、生活を新しくする切っ掛けにしてはどうか、と提案され、鷹四と鷹四を信奉する年少の星男、桃子とともに郷里の森の谷間の村に帰郷する。
倉屋敷は庄屋であった曽祖父が建造したものである。曽祖父の弟は百年前の万延元年の一揆の指導者であった。曽祖父の弟の一揆後の身の上については兄弟で見解が違う。鷹四の考えでは騒動を収束させるために保身を図る曽祖父によって殺されたとされ、蜜三郎の考えでは曽祖父の手を借りて逃亡したことになっている。鷹四は曽祖父の弟を英雄視している。
故郷の実家には父母はすでになく、戦後予科練から帰ってきた兄弟の兄・S兄さんは戦後の混乱で生じた朝鮮人部落の襲撃で命を落としている。兄弟の妹は知的障害があり、父母の死後に伯父の家に貰われていったが、そこで自殺した。倉屋敷は小作人の大食病の女ジン夫婦が管理している。
S兄さんの最後についての見方も兄弟で食い違う。当時幼児だった鷹四は、朝鮮人部落襲撃時のS兄さんの英雄的な姿を記憶しているが、蜜三郎は、S兄さんは、騒動の調停の死者数の帳尻合わせのため、日本人の側から引き渡されて殺された哀れな犠牲の山羊であったと指摘する。
谷間の村はスーパー・マーケットの強力な影響下にあった。個人商店は行き詰まり、スーパー・マーケットに借金を負っている。スーパー・マーケットの資本で村の青年たちは養鶏場を経営していたが、冬の寒さで鶏が全滅する。その事後策を相談されたことから鷹四は青年たちに信頼され始め、鷹四は青年たちを訓練指導するためのフットボール・チームを結成する。
妻の菜採子は退嬰的になって一人閉じこもる蜜三郎から離れ、快活に活動する鷹四らフットボール・チームと活動を共にするようになる。鷹四はチームに万延元年の一揆の様子などを伝え、チームに暴力的なムードが高まっていく。
正月前後に大雪が降り、谷間の村の通信や交通が途絶されると、チームを中心にして村全体によるスーパー・マーケットの略奪が起きる。この暴動は伝承の御霊信仰の念仏踊りに鼓舞された祝祭的なものであった。
鷹四は、菜採子と公然と姦淫するようになったが、村の娘を強姦殺人したことから青年たちの信奉を完全に失い、猟銃で頭を撃ち抜いて自殺する。自殺の直前、鷹四は蜜三郎に「本当の事をいおうか」と過去に自殺した知的障害のあった妹を言いくるめて近親相姦していたことを告白する。鷹四の破滅的な暴力の傾向は自己処罰の感情からきていた。
雪が止み、交通が復活した村にスーパー・マーケットの天皇が倉屋敷の移設解体のために現れる。スーパー・マーケットの略奪は不問に付される。倉屋敷の下に地下倉が発見され、曽祖父の弟は逃亡したのではなく、地下で自己幽閉して明治初頭の第二の一揆を指揮、成功させ、その後も自由民権の流れを見守ったことが判明する。
夫婦は和解する。養護施設から子供を引き取り、菜採子が受胎している鷹四の子供を産み育てることを決意する。蜜三郎はオファーのあったアフリカでの通訳の仕事を引き受けることにする。

## 登場人物
根所蜜三郎
本作の語り手。友人の自殺と障害を持った自らの子の誕生を受けて深く絶望している。内向的な傾向をもつ。
根所鷹四
蜜三郎の弟。安保闘争の後に転向。暴力におびえる一方で、暴力的な傾向をもつ。
菜採子
蜜三郎の妻。障害を持った子の出産によりウイスキーに溺れるようになる。
星男
10代後半の鷹四の信奉者。
桃子
同上。
S兄さん（根所S次）
蜜三郎、鷹四の兄。戦後すぐの混乱期に生じた村はずれの朝鮮人集落襲撃事件の手打ちのため犠牲の山羊として殺害される。
ジン
村の大女。六年程前から謎の疾患により大食するようになり、肥満している。村の災いを引き受けていると言われている。
隠遁者ギー（義一郎）
俗世間との接触を断ち森の中に棲む隠遁者。
スーパー・マーケットの天皇（ペク・スン・ギ）
村を経済的に支配するスーパーマーケットチェーンの経営者。

## 作品について
難航した執筆
前作『個人的な体験』から本作の連載開始までに三年弱のブランクがある。学生作家として華々しくデビューして以来、多忙を極めた作者にとって初の、長すぎるといっていい執筆準備ないしは執筆中断期間である。長編執筆の構想をたててから、幾種もの草稿を書きだしては書きあぐねていた。編集者との話し合いで、文芸誌（講談社「群像」）に連載することで、渋滞、遅滞していた執筆の勢いをつけることにした。
時間の処理
作者は、これまでの作品の編年体の語り（物事の生起する順番と語られる順番が一致して時系列順に真っ直ぐに進む）に限界を感じていた。そこで本作品では、小説のタテの展開としては短い範囲をきざみ、そこに幾種もの時間の系列を導入する書き方（具体的には 「根所兄弟が森のなかの集落に帰省して悲劇が終るまでの短い期間」と、それに重ねられる「百年という長い期間」etc.）をした 。本先以後の作者の長篇の書き方の基本形をなすことになった 。この小説の書き方はフォークナーなどから学んでいる。
二人の人物
作者の言によると本作の人物造形は次のように構想された。「行動するやつと、それを見まもっているやつ（やがてはそれを書くこともするやつ）、そのように、自分を二つに分けた。実際にデモに行くという行動に出る、そこで傷つく人物と、もう一人、いつも考えているだけで行動しない人物、かれは鬱屈して家で本を読んでいるのだけれども、しかしやはり傷を負っている。そのような片割れということを考えて 、二人組、根所蜜三郎と鷹四という兄弟を作り出した 」これは本作にとどまらず、その後の作品の原型になっている（『同時代ゲーム』の兄妹、『懐かしい年への手紙』のKとギー兄さん、『おかしな二人組　三部作』etc.）。
誰が主人公か？
本作の主人公は、一番単純に考えれば語り手である蜜三郎、あるいは彼のピカレスク・ロマンが語られるという意味では鷹四と考えられるが、作品発表時の秋山駿のインタビューでは、それを問われた作者は、曽祖父の弟こそが主人公であると述べている。「主人公は、曽祖父の弟でしょう。結局鷹四が自殺したところで大したことではないのです。彼らがなんとか努力して一瞬なりと曽祖父弟の面影を現代読者の目にふれさせれば、小説の目的は果たされるのであって、そういうことなのですよ。曽祖父の弟が恥をしのんで生き残って地下室にいたということが出てくることで小説は完成されるわけです。」
強力なアレゴリー
本作品には様々な複雑なメタファー、シンボルが含まれているが、作者は単純な、そしてそれ故に力強い意味作用を持つアレゴリーをひとつ導入している。主役に兄弟の姓は「根所」であるが、それは沖縄のそれぞれの集落における祭祀的・政治的な中心をなす場所ネンドクルーに漢字をあてたものであった。作中の「屋敷」が、その森のなかの土地のネンドクルーであることが寓話的に示されている。

## 評価

### 大岡昇平の評価
小説家大岡昇平は連載していた朝日新聞の文芸時評で「安保体験は現代青年の一部にとって切実でありながら、文学的形象に結晶しにくい不毛な主題なのであるが、大江氏はそれを土俗的雰囲気と歴史的展望の下におくことによって、新しい伝奇小説、現代神話を創造することに成功したのである。氏の作家生活の一つのピークを形づくる作品と思われる」と述べた。

### 江藤淳の評価
批評家江藤淳は大江との対談で「蜜三郎」などの根拠なく特異な名前や、胡瓜を肛門に挿入したまま自殺した人物など、大江の世界観に適合できない読者に排他的な設計に論難し、これが大江と江藤の決裂と、江藤の死にまで至る対立をもたらした。
この対談について『江藤淳と大江健三郎』という評伝を書いた比較文学者小谷野敦は、同書でこの議論に触れて、江藤は「主人公の根所蜜三郎、鷹四の兄弟の名前が変だ」ということばかり言っているが『日常生活の冒険』の主人公が斎木犀吉であるように、もともと大江が作中人物につける名前は変であり、また名前が変だからとして作品の全否定に至るのもおかしいとして、江藤が『万延元年のフットボール』を否定した理由は対談を読んでもよく分からないとしている。小谷野は「すでにこの頃江藤は「スーパーマーケットの天皇」と、天皇を揶揄されるだけで拒絶反応を起こすようになっていたのではないか。」と推測している。

### 柄谷行人の評価
批評家・哲学者柄谷行人は「大江健三郎のアレゴリー」という批評を書いた。その内容は以下の通りである。第I節において、『万延元年のフットボール』が固有名を欠いている（柄谷によれば「蜜三郎」「鷹四」は主人公の性格をあらわすタイプ名である）のは、それは大江が、特殊性が一般性を象徴するという近代文学の思考の装置を退けて「単独性」を重視し、超歴史的な構造に還元し得ない固有の時空間を描こうとするからである、という逆説的な指摘がなされる。第II節において、『万延元年のフットボール』は、第I節で指摘したアレゴリー的な枠組みによって、1960年の安保闘争に集約されて表れた幕末以来の政治的、思想的ダイナミクスの総体（柄谷は幕末以来の日本の思想を国権/民権の軸、西洋/アジアの軸の四象限で整理している）、分裂し暴力も孕む「根所」を捉えた唯一の作品であるとした。
柄谷はまた、大江との直接対話の際、上記とからむ発言をしている。柄谷は『万延元年のフットボール』は、万延以来の日本の近代のある種の総決算であるとして、小説家がそれ以降にやっていくことは非常に難しいものだったとする。そして大江以降の代表的な作家として中上健次（『枯木灘』）と村上春樹（『1973年のピンボール』）の二人の名前を挙げて、彼らが『万延元年のフットボール』の影響圏で、そこから何か別の形でやろうと模索したことを指摘し、また大江自身も『懐かしい年への手紙 』で『万延元年のフットボール』に改めて触れたことも指摘して、本作は日本の文学上の一つの分水嶺をなすことは明らかだとした。

### 浅田彰の評価
批評家浅田彰は、浅田彰、柄谷行人、蓮實重彦、三浦雅士による討議「昭和批評の諸問題 一九六五 − 一九八九」において、日本の（1980年代当時の）現代思想についての討議の事前のサマリーで、吉本隆明が1968年に主著『共同幻想論』において行った共同体の深層のパターンを探り出そうとする試みは、1970年代に人類学の知見で周縁的な文化の深層にあるパターンを再発見し、中心を再活性化しようとする山口昌男の「中心と周縁」理論の発想と遠いものではないと整理した。そのうえで、小説にまで視野を広げれば、そうしたテーマのほとんどは『万延元年のフットボール』によって先取りされており、批評や理論はそれを後から追いかけていたともいえる、とした。そして討議の場において、『万延元年のフットボール』は共同体を活性化させるカーニヴァルとしての革命が歴史的反復の中で変形されるという論理まで先取りしており、山口にたいして意地の悪い見方をすると、『万延元年のフットボール』は山口以前に、山口の「中心と周縁」の理論の「可能性の中心」を出すとともに、ディコンストラクトすらしており、それを単純化して理論化すると山口の理論となると発言している。（注:これは、大江自身が山口の理論を学習して『小説の方法』や『同時代ゲーム』を執筆したと公言し、ある時期の大江は山口の理論の大きな影響を受けていると一般的には理解されているということを前提にした議論である）

### マサオ・ミヨシの評価
カルフォルニア大学バークレー校の英文学・日本文学研究者、マサオ・ミヨシは『万延元年のフットボール』は二十世紀後半の世界に数少ない、複雑さを恐れない、大規模な小説であると述べる。ミヨシは『万延元年のフットボール』は、強烈な言葉と映像によって、読者を興奮と抒情と諧謔の只中に誘導すると述べる。また『万延元年のフットボール』では、登場人物の個人性が、家族・村・国家などの外部と常に関連づけられて、内向的な超歴史的な神話化が避けられているとし、『万延元年のフットボール』は個人と社会、思考と行動、過去と現在の歴史的吟味、1960年の安保条約で揺れに揺れた日本と超大国米国との政治の吟味を行なっていると述べる。そして「「万延元年」は日本で書かれた最初の──世界の読者にとっての── 鼓舞であり警告であり祝福である作品だ。」と本作を称賛している。

### 小川榮太郎の評価
文芸評論家の小川榮太郎は『芽むしり仔撃ち』にあったポエジーは既に無く、技巧は重量級だが人間観が幼稚で、作家の限界を表していると批判したうえで、100点満点で言えば85点と高く評価した。

## 翻訳
- 英語　Silent Cry（John Bester）ー 1974年
- フランス語　Le jeu du siècle（René de Ceccatty et Ryôji Nakamura）ー1985年
- ドイツ語　Die Brüder Nedokoro : Roman  1980年、Der stumme Schrei : Roman （Rainer und Ingrid Rönsch）
- イタリア語　Il grido silenzioso  （Nicoletta Spadavecchia）
- スペイン語　El grito silencioso  （Miguel Wandenbergh）
- ロシア語　Футбол 1860 года  （Владимир Гривнин）
- 中国語（簡体字）　万延元年的足球队（于長敏, 王新新）ー1996年
- 中国語（繁体字）　萬延元年的足球隊（李永熾）ー1996年

## 関連する作品
- 筒井康隆『万延元年のラグビー』 - 本作のパロディ小説。桜田門外の変の後、井伊直弼の首が奪い合われる。
- 村上春樹『1973年のピンボール』 - タイトルが本作のパロディであると指摘される。

## 注
1. ↑  小谷野敦『江藤淳と大江健三郎 戦後日本の政治と文学』筑摩書房
2. ↑  ガリマール社サイト内Ôé Kenzaburô
3. 1 2 3  『大江健三郎全小説7』解題
4. ↑  モルモット吉田のTwitter
5. ↑  三章 ナラティヴ 、つまりいかに語るかの問題『私という小説家の作り方』新潮社
6. ↑  九章 甦えるローマン主義者『私という小説家の作り方』新潮社
7. ↑  『大江健三郎 作家自身を語る』新潮社
8. ↑  対談・私の文学『大江健三郎 群像日本の作家23』小学館
9. ↑  九章 甦えるロ ーマン主義者『私という小説家の作り方』新潮社
10. ↑  「ノーベル賞はいかにしてもたらされたか」尾崎真理子 『大江健三郎全小説7』所収
11. ↑  「文芸時評の評価 文芸時評 昭和四十二年七月」大岡昇平『大江健三郎 群像日本の作家23』小学館
12. ↑  『江藤淳全対話2』小澤書店、小谷野敦『現代文学論争』筑摩選書
13. ↑  『江藤淳と大江健三郎』筑摩書房kindle3064/6524
14. ↑  『終焉をめぐって』（福武書店）または『歴史と反復』（岩波書店）所収。
15. ↑  「世界と日本と日本人」『大江健三郎柄谷行人全体話』所収
16. ↑  柄谷行人編『近代日本の批評II』講談社文芸文庫
17. ↑  『大江健三郎作家自身を語る』kindle1783〜1801/5037
18. ↑  山本昭宏『大江健三郎とその時代 「戦後」に選ばれた小説家』人文書院p225-228
19. ↑  「小説を今書くこと」『大江健三郎 群像日本の作家23』小学館
20. ↑  『作家の値うち 令和の超(スーパー)ブックガイド』(飛鳥新社)195頁